# Габијано (Болоња)
Габијано (итал. Gabbiano) је насеље у Италији у округу Болоња, региону Емилија-Ромања.
Према процени из 2011. у насељу је живело 26 становника. Насеље се налази на надморској висини од 623 м.